# Willi Ost
Willi Ost (* 20. März 1903 in Frankenstein, Provinz Schlesien; † 1945) war ein deutscher SS- und Polizeiführer.

## Leben
Ost, von Beruf Kaufmann, trat 1922 in das Freikorps Oberland ein. Zum 1. November 1928 trat er der NSDAP (Mitgliedsnummer 102.818) und im März 1931 der SS bei (SS-Nummer 6.518). Bei der SS stieg Ost im November 1942 bis zum SS-Standartenführer auf. Ost war zwischen 1931 und 1933 arbeitslos. 1933 gehörte er als Adjutant dem Stab der 43. SS-Staffel an. Ab Ende 1937 absolvierte Ost einen Lehrgang an der SD-Führerschule in Bernau. Danach gehörte Ost bis November 1938 dem Stab des SS-Oberabschnitts Südost als Personalreferent an und war danach bis Anfang Juli 1939 dortiger Verwaltungsreferent. Anschließend wurde er Stabsführer unter Fritz Katzmann im SS-Abschnitt VI.
Während des Zweiten Weltkriegs war Ost von Juli 1941 bis April 1943 Stabsführer von Fritz Katzmann, dem SS- und Polizeiführer im Distrikt Galizien mit Sitz in Lemberg (Lwow). In dieser Eigenschaft war Ost, damals im Rang eines SS-Obersturmbannführers, als Beauftragter Katzmanns für die Organisation der Judenverfolgung in dessen Zuständigkeitsbereich verantwortlich. Eng kooperierte er dabei mit Friedrich Hildebrand.
Nach dem Ausscheiden Katzmanns übernahm Ost, seit Juli 1941 im Rang eines Sturmbannführers (F) der Waffen-SS, selbst kommissarisch den Posten des SS- und Polizeiführers in Lemberg, bevor im August 1943 schließlich Theobald Thier offiziell die Nachfolge von Katzmann antrat. Ab Juli 1943 gehörte Ost dem Stab des Oberschnitts Ost an. Der SS-Führer Maximilian von Herff beurteilte Ost im Mai 1943 folgendermaßen: Erscheinungsbildlich etwas weich, bereitwillig, zuvorkommend. Mehr Chef des Persönlichen Büros als stabsführer. Eigene Gestaltung und eigene Ansichten wenig vorhanden. Rein passiver Mensch.
Ost starb 1945, noch vor Kriegsende.
| Osts SS-Ränge    | Osts SS-Ränge                            |
| Datum            | Rang                                     |
| ---------------- | ---------------------------------------- |
| 9. November 1933 | SS-Untersturmführer                      |
| 4. Juli 1934     | SS-Obersturmführer                       |
| 9. November 1934 | SS-Hauptsturmführer                      |
| 20. April 1937   | SS-Sturmbannführer                       |
| 19. Oktober 1942 | SS-Sturmbannführer (F) der Waffen-SS     |
| 9. November 1942 | SS-Standartenführer                      |
| August 1943      | SS-Obersturmbannführer (F) der Waffen-SS |